# Прапор Великих Межирічів
Прапор Великих Межирічів — офіційний символ села Великі Межирічі, Рівненського району Рівненської області, затверджений 6 квітня 1999 р. рішенням сесії Великомежиріцької сільської ради. 
Автори — А. Гречило та Ю. Терлецький.

## Опис
Квадратне синє полотнище, у центрі — жовтий лапчастий хрест (розмах рамен рівний 1/3 сторони прапора), зверху та знизу на відстані в 1/8 сторони прапора від країв проходять дві білі смуги (завширшки в 1/8 сторони прапора кожна).

## Значення символів
Символи вказують на назву поселення та його географічне розташування між двома ріками — Ставою та Ставкою. 